# Neverland

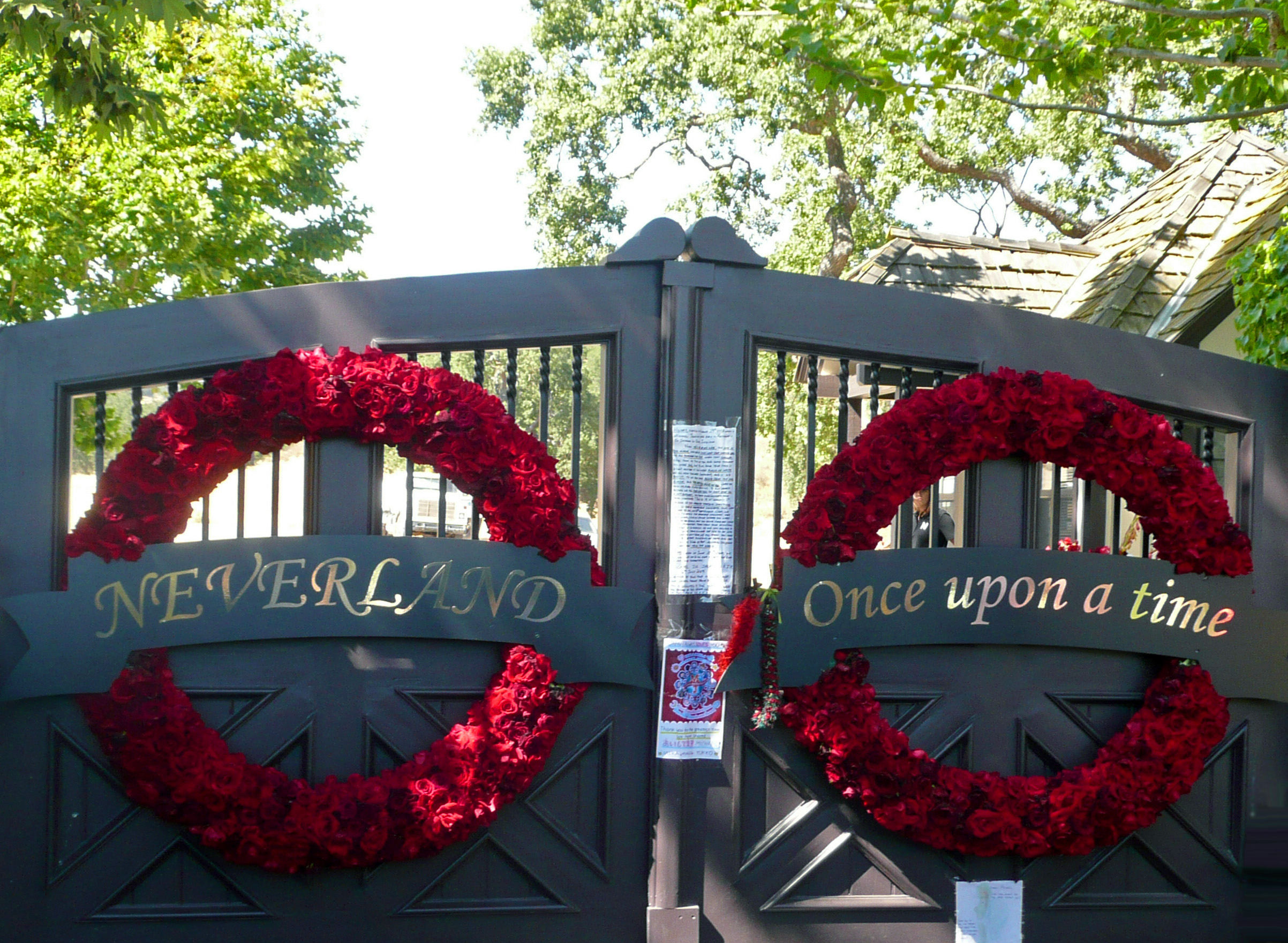
Ворота Ранчо Neverland

34°44′44″ пн. ш. 120°05′18″ зх. д. / 34.745421111111° пн. ш. 120.08826388889° зх. д.
Neverland — маєток (ранчо), є власністю в окрузі Санта-Барбара, Каліфорнія, розташована за адресою 5225 Figueroa Mountain Road, Лос-Олівос, Каліфорнія, на краю національного лісу Лос-Падрес. Приватний будинок, був парком розваг американського артиста Майкла Джексона з 1988 по 2005 рік. Ранчо знаходиться приблизно в 8 км., на північ від некорпорованого Лос-Олівоса і приблизно 13 км., на північ від міста Санта-Інес.
Спочатку маєток називався Zaca Laderas Ranch, але незабаром після того, як його придбав забудовник Вільям Боун у 1981 році, маєток було перейменовано в Sycamore Valley Ranch. У 1988 році ранчо було продано Майклу Джексону, який перейменував його на честь Неверленду, фантастичного острова в історії про Пітера Пена, хлопчика, який ніколи не дорослішає. Вперше Джексон побував на ранчо, коли відвідав Пола Маккартні, який зупинявся там під час зйомок кліпу «Say Say Say» у 1983 році. За словами сестри Джексона Ла Тойї, він висловив бажання колись володіти майном у той час.
Джексон покинув територію в 2005 році, незабаром після виправдання звинувачень у розбещенні дітей, і ніколи не повертався; він володів ним до своєї смерті в 2009 році. Після кількох падінь ціни американський бізнесмен-мільярдер Рональд Беркл, близький друг родини Джексона, придбав його у 2020 році за 22 мільйони доларів.

## Передумови
Маєток був спочатку відомий як Zaca Laderas Ranch на момент його придбання забудовником Вільямом Боуном у 1981 році. Боун перейменував маєток у Sycamore Valley Ranch і переїхав туди зі своєю родиною. Боун доручив архітектору Роберту Альтеверсу спроектувати основні будівлі на ранчо, і пара витратила два з половиною роки на дослідження потенційних проектів та ідей. На площі в 1.200 м2 головний будинок був завершений у 1982 році за проектом Altevers з формальними садами, кам'яним мостом і 1,5 га озеро з півтораметровим водоспадом. Пізніше Боун сказав, що, будуючи будинок, він «…бажав висловити все, чого я навчився за 15 років будівництва будинків… Тут я досяг усього того, що хотів у своєму бізнесі, але не зміг». Він розглядав можливість перетворення нерухомості на заміський клуб, але не зробив цього.

## Резиденція Майкла Джексона

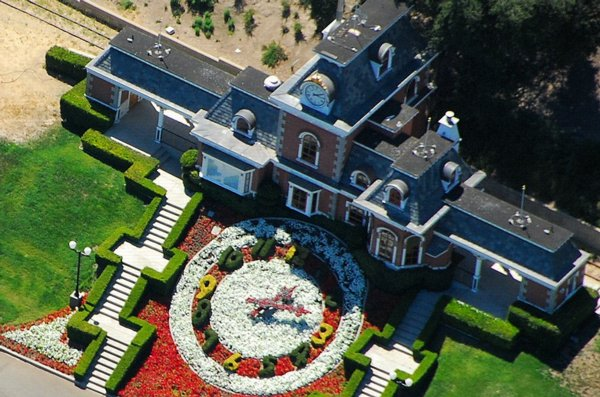
Залізнична станція Neverland, станція Кетрін, із квітковим годинником

Джексон придбав маєток у Боуна в березні 1988 року за невідому суму. Деякі джерела вказують на 19,5 мільйонів доларів, тоді як інші припускають, що це ближче до 30 мільйонів доларів. Власність спочатку була придбана трастом з адвокатом Джексона Джоном Бранка та його бухгалтером Маршаллом Гельфандом як довіреними особами з міркувань конфіденційності. Пізніше угода була скасована Джексоном і у квітні 1988 року, він став остаточним власником майна. Це був дім Джексона, а також його приватний парк розваг із численними художніми садовими статуями та контактним зоопарком.
До власності входили три залізниці: одна 3 футів вузька колія під назвою «Neverland Valley Railroad», з паровим локомотивом (Crown 4-4-0 (2B), названим Кетрін на честь його матері, побудований у 1973 році), і двома туристичними вагонами. Інша була 2 футова вузька колія, з копією локомотива CP Huntington виробництва Chance Rides. Був також виготовлений на замовлення приватний електропоїзд, який Джексон придбав для своїх власних дітей, Майкла-молодшого, Паріса та Майкла II. Поїзд був виготовлений у 2001 році німецькою компанією Elektro-Mobiltechnik. Поїзд був встановлений у дворі Неверленду за головним будинком і мав 100 футові колії.
Також було колесо огляду, карусель, Zipper, Восьминіг, Піратський корабель, Wave Swinger, Super Slide, американські гірки, бампери та аркада розваг. Головна комірчина також містила таємну сейфову кімнату для безпеки.
Деякі з подій, які відбулися на ранчо, включали весілля Елізабет Тейлор і Ларрі Фортенскі в 1991 році та інтерв'ю Джексона з Опрою Вінфрі в прямому ефірі в 1993 році. У 1995 році Джексон і його тодішня дружина Ліза Марі Преслі-Джексон прийняли дітей з усього світу на триденний Всесвітній дитячий конгрес, серію семінарів і майстер-класів з питань, з якими стикаються діти в усьому світі, в рамках святкування 50-річчя Організації Об'єднаних Націй.
Ранчо Neverland було ретельно обшукано поліцейськими у зв'язку зі справою People v. Суд над Джексоном після того, як його звинуватили в кількох пунктах розбещення неповнолітньої в 2003 році. Джексона виправдали за всіма звинуваченнями. Однак Джексон заявив, що більше ніколи не житиме в цьому маєтку, оскільки більше не вважав ранчо домом і не повертався до Неверленду. Сестра Джексона, Ла Тойя, написала про свій досвід перебування на ранчо під час суду над її братом у своїх мемуарах 2012 року «Почати спочатку». Головний будинок на ранчо Neverland був закритий з метою скорочення витрат, а Джексон жив у Бахрейні за гостинності шейха Абдулли, сина правителя.
Ранчо Неверленд відіграло центральну роль у звинуваченнях проти Джексона в сексуальному насильстві над дітьми. Це одне з головних місць, де, за словами обвинувачів Джексона, було місце сексуального насильства. Зв'язок ранчо зі звинуваченнями в сексуальному насильстві був описаний як можлива причина значного зниження вартості.

## Фінансовий стан
У 2007 році були опубліковані звіти про процедури стягнення майна Neverland Ranch. Прес-секретар Джексона сказав, що позика була просто рефінансуванням, і Джексон (пізніше його маєток) залишився мажоритарним акціонером із законним утриманням 87,5 % ранчо.

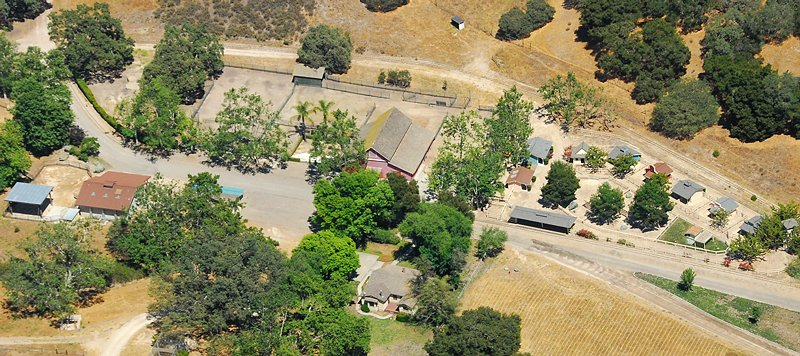
Колишні будівлі зоопарку, липень 2009 р

25 лютого 2008 року Джексон отримав повідомлення від довіреної особи Financial Title Company, що якщо він не виплатить 24 525 906,61 доларів до 19 березня, буде оголошено публічний аукціон землі, будівель та інших предметів, таких як атракціони, поїзди та станції. 13 березня 2008 року адвокат Джексона Л. Лонделл Макміллан оголосив, що було досягнуто приватної угоди з приватною інвестиційною групою Fortress Investment про збереження права власності Джексона на ранчо. До угоди Джексон мав тримісячну заборгованість за майно. Деталі угоди Макміллан не розкрив.
12 травня 2008 року аукціон з викупу ранчо був скасований після того, як Colony Capital, інвестиційна компанія, якою керує мільярдер Том Баррак, придбала позику, яка була непогашена. Ціна продажу склала 22,5 мільйона доларів. У прес-релізі Джексон заявив: «Я задоволений останніми подіями, пов'язаними з ранчо Неверленд, і я веду дискусії з Колоні та Томом Бараком щодо ранчо та інших питань, які дозволять мені зосередитися на майбутньому».
10 листопада 2008 року Джексон передав право власності компанії Sycamore Valley Ranch Company, LLC, і сусіди повідомили про негайну активність на території власності, включно з розважальними атракціонами, які перевозили по шосе. Джексон все ще володів невідомою часткою власності, оскільки Sycamore Valley Ranch було спільним підприємством Джексона (в особі МакМіллана) та філії Colony Capital. Офіс оцінювача округу Санта-Барбара заявив, що Джексон продав невідому частину своїх прав власності за 35 мільйонів доларів. Однак у наступних новинах повідомлялося, що Colony Capital інвестував у нерухомість лише 22,5 мільйона доларів. У будь-якому випадку, достовірні джерела свідчать, що Colony є мажоритарним власником.
Кайл Форсайт, керівник проекту Colony, описав будівлі маєтку в стилі Тюдорів і луки, схожі на савану, як «англійська сільська садиба зустрічається з Кенією». Colony сподівалась продати ранчо, розташоване в окрузі Санта-Барбара, повністю. Його поділ, каже Форсайт, «знищив би його».
Атракціони Zipper, Lolli Swing і Spider були придбані компанією Helm and Sons Amusements, яка також придбала атракціони для Джексона, поки працював приватний парк розваг Neverland. Компанія Butler Amusements з Ферфілда, штат Каліфорнія, придбала шість атракціонів. З моменту їх продажу ці атракціони з'являлися на ярмарках округів і штатів у Каліфорнії, Орегоні та Вашингтоні, іноді з табличками, що описують їх походження з Неверленду. Archway Amusements Corp з Імперіалу, штат Міссурі, придбала 20 метрове колесо огляду, яке спочатку було зроблено на замовлення для Джексона в 1990 році за 215 000 доларів виробником Eli Bridge Company з Джексонвілля, штат Іллінойс.
Деякі атракціони були встановлені стаціонарніше. Дитячі гірки Dragon Wagon працюють на Коні-Айленді, Нью-Йорк. Атракціон «Морський дракон», що гойдається, був придбаний у 2008 році компанією Beech Bend Park у Боулінг-Грін, штат Кентуккі. Бампери були постійно встановлені в CalExpo, на місці Каліфорнійського державного ярмарку. У 2013 році британський спадкоємець мільярдера і бізнесмен Джо Бемфорд планував придбати ранчо, але так і не завершив угоду.

## Смерть Майкла Джексона

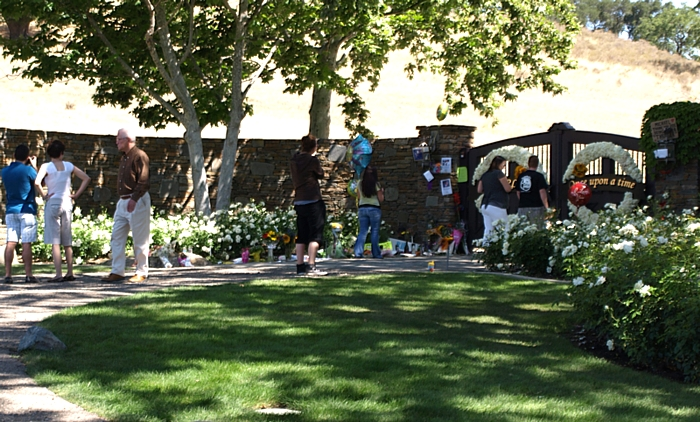
Шанувальники відвідують імпровізований меморіал, встановлений біля входу на ранчо Neverland незабаром після смерті Джексона.

Після смерті Джексона в пресі 28-29 червня 2009 року стверджувалося, що його сім'я мала намір поховати його на ранчо Неверленд, зрештою перетворивши його на місце паломництва для його шанувальників, подібно до того, як Грейсленд став місцем для шанувальників Елвіс Преслі. Пізніше батько Джексона Джозеф Джексон спростував цю інформацію. Будівельна техніка та садівники увійшли на територію 1 липня, що викликало припущення, що готуються до чогось, пов'язаного зі смертю Джексона, але місцеві чиновники заявили, що поховання там буде дозволено лише за умови, що власники ранчо пройдуть процедуру отримання дозволу від уряду округу та штату перед створенням кладовища на цьому місці. Заповіт Джексона у 2002 році передає весь свій маєток сімейному трасту.
2 липня 2009 року ранчо стало місцем для двох появ у ЗМІ. Джермейн Джексон провів Мета Лауера з «The Today Show» на екскурсію головним будинком, і Ларрі Кінг взяв інтерв'ю на території будинку для його шоу. У січні 2013 року співачка Леді Гага оголосила про готовність допомогти дітям Джексона в утриманні ранчо, інвестувавши у власність.

## Реставрація

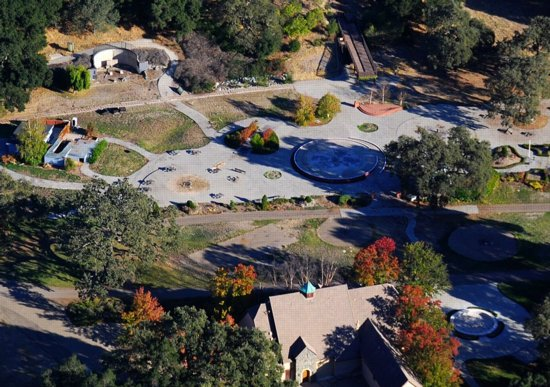
Вид на ранчо Neverland Ranch після видалення карнавальних атракціонів.

Атракціони та тварини зникли до 2009 року, замінені медитативним дзен-садом і секцією, прикрашеною Пітером Пеном, улюбленим вигаданим героєм Джексона. 
У травні 2015 року було оголошено, що ранчо Neverland, перейменоване в Sycamore Valley Ranch, буде виставлено на продаж за початковою ціною 100 мільйонів доларів. На той час Colony NorthStar завершила масштабний ремонт власності. Багато людей, включаючи фанів, протестували і не погоджувалися з таким рішенням. Джермейн Джексон, старший брат Майкла, написав відкритого листа Colony NorthStar, у якому висловив свою незгоду з їхнім рішенням.
Станом на травень 2016 року 1100 га., Ранчо, яке належить маєтку Джексона та Colony NorthStar, було виставлено на продаж компанією Sotheby's International Realty за ціною 100 мільйонів доларів. Ціна включала 1.170,4 м2 особняк у нормандському стилі з шістьма спальнями, озеро з водоспадом площею чотири гектари, будиночок біля басейну, три будинки для гостей, тенісний корт і 510 м2 кінотеатр і сцена. Були включені також вокзал і залізничні колії. Як повідомляє Time, власники шукали покупця, який не планував перетворювати ранчо на музей Джексона.
Через відсутність інтересу ціна ранчо впала до 67 мільйонів доларів до лютого 2017 року. На початку 2018 року майно все ще було на ринку за тією ж ціною, що і Coldwell Banker. У лютому 2019 року ціну знизили до 31 мільйона доларів. Агент з розміщення списку ранчо сказав, що нічого не змінилося, крім ціни. Споруди та благоустрій досі зберігаються.
У грудні 2020 року мільярдер Рон Беркл, колишній друг сім'ї Джексона, придбав нерухомість за 22 мільйони доларів як «можливість земельного банку».